# Szilágyi M. Dózsa
Szilágyi Mihály Dózsa (Győr, 1879. augusztus 4. – Nagyvárad, 1949. október 23.) magyar római katolikus egyházi író, a premontrei rend szerzetes papja, tanár, igazgató.

## Életútja, munkássága
Teológiai és orvosi tanulmányait Budapesten, Genfben és Londonban végezte. Pappá szentelték 1902-ben. A budapesti Moravcsik Klinikán és az élettani intézetben agybiológiai kutatásokat is folytatott. 1903–23 között tanár a nagyváradi Premontrei Főgimnáziumban, majd tanulmányúton volt Ausztriában, Németországban, Hollandiában és Belgiumban. Hazatérve, 1925-től a Katolikus Népszövetség igazgatója. 1929–30-ban újabb tanulmányutakra küldik az Amerikai Egyesült Államokba, Franciaországba, majd újra Németországba és Ausztriába. 1931–33 között a premontreiek házfőnöke, 1933–37 között alperjel Nagyváradon. 1937-től a premontrei rend romániai tartományfőnöke. 1940-ben munkássága elismeréséül megkapja a Corvin-koszorút. 1944–48 között a Premontrei Főgimnázium igazgatója, majd tanára, iskolája államosítása után pasztorációs tevékenységet folytat.

## Kötetei
- Örök igazságok a XX. században (egyházi beszédek, Arad, 1924)
- Szent keresztúti imakönyvecske (Nagyvárad, 1925; további kiadásai: 1926, 1933)
- Vezérfonal a társadalom- és közgazdaságtanhoz (L. Dardano és W. Mcbourghlin alapján, Arad, 1925)
- Az újjászületés útja (Arad, 1926. Vasárnapi Könyvek VI.)
- A tusnádi fenyvesek közt (Arad, 1926)